# Romuald i Roman
Romuald i Roman (записується як Romuald & Roman, укр. Ромуальд і Роман) — польський рок-гурт. 

## Історія
Ромуальд Пясецький (вокал, гітара), Роман Рунович (вокал, гітара), Яцек Баран (бас-гітара) і Анджей Тилець (ударні) у травні 1968 року в місті Вроцлав заснували гурт Romuald i Roman. В цьому складі музики провели перший дебют на вроцлавському Весінньому Перегляді Гуртів ритмічної музики, де отримали нагороду аудиторії і відзнаку журі. Черговими успіхами стали виступи на Загальнопольському Фестивалі Молодіжної Музики (Ченстохова), гливицькому конкурсі Студентська Естрада '68 і Загальнопольському Фестивалі Беатового Авангарду в Каліші. В час відбування військової служби Барана замінив Лешек Мутх.

У 1969 році Romuald i Roman створили перші записи для радіо, які видано на синглі Польських Записів «Питання чи гасло» / «Людина». Черговий твір «Бобас» з'явився в наступному році у збірці Przeboje non stop (Хіти нон-стоп). У 1971 році пісня «Gdyby przebaczać mogli wszyscy» (Якби вибачати могли всі) була використана у фільмі Анджея Тжоса-Раставецького під назвою Trąd (Проказа). а гурт трохи згодом перервав діяльність.

У 1973 році Пясецький продовжував діяльність гурту під старою назвою, але без Руновича, який став вокалістом гурту Nurt. Від моменту поновлення діяльності через гурт пройшли різні музиканти: Анджей Плющ, Станіслав Каспжик, Яцек Кжаклевський, Збігнєв Вжос, Володимир Кракус. В кінці лютого 1975 року музики виступили у варшавській Конгресовій Залі у рамках події «Eurorock», пізніше на фестивалі «Jazz nad Odrą» (Джаз над Одрою). Через рік гурт знову з'явився на цьому фестивалі і на Pop Session у Сопоті. В 1980 році гурт знов перервав діяльність.

У 1994 році видано альбом Romuald & Roman, який містить записи з радіо різних років.

На початку 2001 року гурт відновився (без Руновича) в складі: Пясецький (вокал, гітара), Баран (вокал), Орловський (клавішні), Казимир Цвинар (бас-гітара) та Мірослав Кравчик (ударні), щоб виступити на ювілейному концерті у Вроцлавському клубі «Stajnia 8 A».

У 2007 році видано черговий альбом — збірку з двох платівок Z Archiwum Polskiego Radia, Vol. 5 — Romuald i Roman.

## Учасники
- Ромуальд Пясецький — вокал, гітара
- Роман Рунович — вокал, гітара
- Яцек Баран — бас-гітара, вокал
- Анджей Тилець — ударні
- Лешек Мутх — бас-гітара
- Анджей Плющ — бас-гітара
- Станіслав Каспжик — ударні
- Яцек Кжаклевський — гітара
- Сарандіс Юванудіс — ударні
- Леслав Кот — вокал
- Збіґнєв Вжос — бас-гітара
- Володимир Кракус — бас-гітара
- Іриней Новацький — ударні
- Роман Вжос — бас-гітара
- Марек Пужицький — бас-гітара
- Ян Борисевіч — гітара
- Матей Рода — бас-гітара
- Зджіслав Яніак — гітара
- Станіслав Шюдак — саксофон, тромбон
- Кжиштоф Орловський — клавішні, флейта, ударні
- Лешек Халімонюк — ударні
- Мірослав Бєлавський — вокал
- Збіґнєв Стемпловський — орган Хаммонда
- Казимир Цвинар — бас-гітара
- Мірослав Кравчик — ударні.

## Дискографія

### Альбоми
- ''Romuald & Roman'' (Ромуальд і Роман, 1994)
- Z Archiwum Polskiego Radia, Vol. 5 — Romuald i Roman (З архіву Польського Радіо, частина 5 — Ромуальд і Роман; 2007)

### Сингли
- «Pytanie czy hasło» / «Człowiek» (Питання чи гасло / Людина; 1969)

### Збірки різних виконавців
- Przeboje non stop (Хіти нон-стоп, 1970) — твір: «Bobas»